# Bataille de Colenso
Seconde guerre des Boers
Batailles
La bataille de Colenso est livrée le 15 décembre 1899, pendant la seconde guerre des Boers (1899-1902).
Les Boers commandés par Louis Botha, y infligent une sévère défaite aux troupes britanniques du général Redvers Henry Buller, qui tentaient de franchir la rivière Tugela.
Peu avant le début de la guerre, le général Redvers Buller est envoyé en Afrique du Sud et nommé commandant en chef de toutes les forces britanniques présentes dans ce pays. À son arrivée, il découvre que les garnisons britanniques dispersées sur l'ensemble du front, sont assiégées et quasiment isolées les unes des autres. Ayant confié des forces aux généraux Methuen et Gatacre (en) avec mission de dégager les fronts de l'Ouest et du Centre, il prend la tête du détachement principal avec lequel il se propose de rompre l'encerclement de Ladysmith, au Natal.

## Contexte
Après s’être emparés de l’Afrique du Sud au début du XIXe siècle, les Britanniques entent rapidement en conflit avec les Boers sur le sujet des droits des noirs africains, ce qui a conduit ces derniers à fonder des états autonomes, la république d’Orange et de la république sud-africaine du Transvaal, à l’intérieur des terres. Ce dernier, attirant la convoitise du fait de la présence d’or et de diamants, est annexé par les Britanniques de 1877 à 1881, avant que ceux-ci ne soient chassés à la fin de la première guerre des Boers. De nombreux colons britanniques restent au Transvaal et sont lourdement taxés. Cela amène le magnat britannique Cecil Rhodes a tenté un coup d’état avorté en 1895 pour s’emparer de la république, accroissant les tensions déjà élevées entre les deux états. L’accroissement progressif de la présence militaire britannique sur ses frontières amène le président sud-africain Paul Kruger à exiger à l’automne 1899 le retrait des soldats britanniques avant le 11 octobre 1899. Du fait de l’absence de réponse des Britanniques ce jour marque le début de la seconde guerre des Boers.
Du fait de l’impréparation des Britanniques, les Boers prennent l’initiative et envahissent notamment la région du Natal. Les forces britanniques se portant à leur rencontre remportent quelques succès initiaux à Talana et Elandslaagte, au prix toutefois de pertes non négligeables, dont le général Penn Symons. En outre, trop confiants, les Britanniques s’avancent trop au nord et, après avoir été battus près de Ladysmith, se trouvent encerclés dans la ville après avoir été contournés par une force boer par le sud. Le général Redvers Buller doit alors divertir une partie de ses troupes pour leur porter secours. Pour parvenir à Ladysmith, il doit néanmoins traverser la rivière Thukela, ce qu’il est contraint de faire pour des raisons politiques à Colenso, où passent plusieurs et axe d’attaque le plus évident, au lieu du gué de Potgeiter’s Drift qu’il avait initialement prévu.

## Champ de bataille
Le village de Colenso présente un habitat épars de bungalow aux toits de tôle. Les seules structurent qui s’y démarquent sont la gare et le pont de chemin de fer traversant la rivière Thuleka, celui-ci ayant toutefois été détruit par les Boers. À peu de distance en amont du village se trouve un pont routier, que Botha a sciemment laissé intact afin d’y attirer les Britanniques. Encore un peu plus loin en amont se trouve un gué, nommé Robinson’s Drift.
Du côté sud de la rivière, le terrain descend en pente douce jusqu’à celle-ci et est très largement dégagé, avec presque aucun couvert. Des collines rocheuses surplombent en revanche à peu de distance la rivière du côté nord. Immédiatement en aval du village, la Thuleka, qui coule d’Est en Ouest, remonte vers le Nord sur quelques kilomètres avant de repartir vers l’Ouest. Sur cette partie de son cours, elle coule dans une gorge entre la colline de Hlangwane sur la rive droite et Wynne’s Hill, Hart’s Hill, railway Hill et Pieter’s Hill sur la rive gauche.
Les Boers sont établis principalement sur les collines, qu’ils ont soigneusement fortifiées et dissimulées avec les pierres présentes sur place. Le collines sont trop éloignées de la rivière pour permettre de la défendre directement, mais l’espace entre celles-ci et la rivière n’est pas suffisant pour permettre à une armée de se réorganiser efficacement après avoir traversé. La colline de Hlangwane constitue néanmoins une faiblesse majeure : située sur la rive droite, elle ne bénéficie pas de la protection de la rivière, et depuis son sommet il est possible de prendre en enfilade les positions des Boers au nord de Colenso.

## Forces en présence

### Boers
Les Boers disposent d’environ 4 500 hommes organisés en douze Kommando : Zoutpansberg (en), Middleburg (en), Swaziland, Ermelo (en), Standerton (en), Boksburg (en), Heidelberg (en), Johannesburg Police, Vryheid, Krugersdorp (en), Wakkerstroom (en). Le support d’artillerie est assuré par un obusier de 5-in Krupp, dix canons de 75 mm Krupp et Creusot et un canon automatique de 37 mm Maxim-Nordenfelt pom-pom. Le commandement général est assuré par Louis Botha, qui remplace à la veille de la bataille le général Piet Joubert, blessé dans une chute de cheval. Plus jeune que la plupart des autres généraux boers, Botha est aussi généralement plus audacieux qu’eux, tout en étant très populaire au sein de l’armée.
Les commandos boer sont des unités de citoyens soldats conscrits à l’échelle du district et la taille de l’unité est donc variable selon la population de celui-ci. Chaque commando élit son commandant, qui est assisté par les magistrats du district, ou veld-kornet. Le commando est divisé en groupes informels et de taille variable, qui élisent chacun un caporal pour les représenter. Il n’y a pas d’autre structure hiérarchique et les officiers ne peuvent contraindre leurs hommes à leur obéir. La conséquence est une discipline assez faible, les hommes ignorant les ordres qui leur déplaisent ou quittant le commando s’ils ne sont pas satisfaits de sa gestion. Chaque homme est tenu d’apporter son propre équipement, à l’exception des armes qui sont fournies par l’État et sont pour la plupart des Mauser 1895.
L’artillerie et la police sont les seules composantes professionnelles de l’armée boer. Les canons ne sont toutefois pas utilisés en batterie à la manière des Européens, mais déployés individuellement en privilégiant le mouvement d’un emplacement à l’autre.

### Britanniques
Les Britanniques alignent cinq brigades détachées du corps d’armée principal, appuyées par plusieurs batteries d’artillerie. Le détachement est en principe commandé par le lieutenant général Francis Clery, mais le général Redvers Buller, commandant du corps d’armée, décide finalement de l’accompagner et assume le commandement de fait, Clery refusant alors de prendre des décisions sans son aval. Buller est un vétéran très populaire, tant auprès de ses troupes que du grand public, et l’un des rares officier britannique à ne pas sous-estimer les Boer. Il est néanmoins âgé et admet lui-même ne plus être aussi incisif qu’avant. En outre, il subit des pressions politiques qui l’empêchent d’agir à sa guise. En particulier, à la suite des défaites de Stormberg et Magersfontein les 10 et 11 décembre, le gouvernement le pousse à faire lever le siège de Ladysmith le plus vite possible, l’obligeant à prendre un itinéraire direct et prévisible.
Ses subordonnés pour l’infanterie sont le major général Henry Hildyard (en), qui commande la deuxième brigade (en), le major général Neville Lyttelton pour la quatrième brigade légère (en), le major général Geoffrey Barton (en) pour la sixième brigade (en) et le major général Alan Fitzroy Hart pour la cinquième brigade. La cavalerie est réduite à la seule brigade montée du colonel Douglas Cochrane de Dundonald.

## Bataille

### Préparatifs
En prévision d’une attaque britannique, Botha a préparé ses positions longtemps à l’avance. Les commandos de Johannesbourg et Middlebourg, ainsi que les troupes de l’État libre sont disposé en amont de Colenso afin d’empêcher les Britanniques de traverser le gué à Robinson’s Drift. Les commandos de Boksburg, Heidelberg, Vryheid et Krugerdrop se trouvent au centre à Colenso, tandis que les commandos de Wakkerstroom et Standerton occupent la colline Hlangwane. Toutefois ces derniers, inquiets de l’attaque britannique, abandonnent leur poste dans les jours précédant la bataille et ce n’est que la veille de celle-ci qu’ils y retournent, non sans que le président Kruger ait dû intervenir pour les y obliger.
De leur côté, en prévision de l’attaque, les Britanniques démontent les canons de navires de la Royal Navy ancrés à Durban et les amènent sur place avec des attelages de bœufs. La brigade de Barton arrive sur place dès le début du mois de décembre. Les reconnaissances lancées dans les jours suivants ne permettent toutefois pas d’obtenir d’informations utiles sur les positions sud-africaines. Les forces britanniques sont en place peu après le 10 décembre et leur artillerie bombarde à l’aveugle les hauteurs de l’autre côté de la rivière le 13 et le 14, sans effet notable sur les Sud-africains.
Buller essaie de planifier son attaque tant bien que mal malgré le peu de résultats des reconnaissances et le fait que les cartes dont il dispose sont imprécises et obsolètes. En particulier, bien qu’il sache qu’il y a un gué en amont de Colenso, il le situe de manière erroné dans une boucle de la rivière à peu de distance du village au lieu de Robinson’s Drift. De même, il n’identifie pas le point faible de Hlangwane et semble avoir cru que la colline se trouve derrière la rivière et non devant. En outre, bien qu’étant en contact par héliographe avec les forces britanniques assiégées à Ladysmith, Buller ne tente pas de se coordonner avec eux pour contraindre les Sud-africains à se battre sur deux fronts.

### Début de l’attaque britannique
Les Britanniques se mettent en place le 15 décembre à l’aube. Les 2e, 4e et 5e brigades sont placées à gauche de la voie de chemin de fer, la 6e est placée à droite de la voie, mais doit rester en réserve, tandis que la brigade de cavalerie se dirige vers Hlangwane. Leur déploiement est toutefois désorganisé : les 14e et 66e batteries se retrouvent notamment loin en avant des troupes et s’installent au mauvais endroit, à moins de mille mètres de la rive. En outre, les canons de marine de 12-pdr qui auraient dû les renforcer sont ralentis par leurs attelages à bœufs et sont restées à la traîne en arrière. Ignorant ces problèmes, le colonel Long ouvre néanmoins le feu à 6 h à l’aveugle, ignorant où se trouvent les Sud-africains. Ceux-ci ripostent et, bien que la distance soit importante pour des fusils, infligent rapidement de lourdes pertes aux artilleurs britanniques.
Dans le même temps, la 5e brigade avance rapidement et en ordre serré vers la rive, mais sans savoir non plus où se trouvent les Sud-africains. Ceux-ci sont finalement repérés par un détachement de dragons qui sécurise l’extrême gauche de la formation britannique, qui avertissent Hart qu’il est en train de leur exposer son flanc droit, mais celui-ci ignore la mise en garde et poursuit son avance. Ne trouvant pas le gué, Hart choisit de s’enfoncer dans la profonde boucle que forme la rivière, bien que cela le fasse s’engager dans une nasse bordées de troupes sud-africaines. Ayant attendu qu’il soit profondément engagé, celles-ci ouvrent soudainement le feu sur les Britanniques, qui poursuivent malgré tout jusqu’au bout de la boucle en espérant pouvoir traverser. La recherche du gué se révèle toutefois vaine et la brigade se retrouve immobilisée à découvert sous un tir intense de l’artillerie et des Mausers sud-africains.
À droite, la brigade de cavalerie attaque Hlangwane, mais le terrain tourmenté les oblige à se battre à pieds et l’assaut s’enlise là-aussi rapidement.

### Échec de l’attaque britannique
Dès 6 h 30, les rangs britanniques sont plongés dans la confusion : alors que l’attaque a déjà commencée depuis une demi-heure sur les flancs, l’infanterie n’est toujours pas en position au centre, laissant les 14e et 66e batteries seules face aux Boers. Celles-ci sont dans une situations désespérée, la plupart des officiers, dont Long, ayant été tués ou blessés, même si elles ont tout de même réussi à réduire au silence un canon sud-africain. Néanmoins, faute de munitions, elles doivent cesser le feu un peu avant 7 h.
Dans le même temps, cherchant à comprendre ce qu’il se passe, Buller quitte son poste de commandement et se porte en avant. Il parvient ainsi à faire accélérer la 2e brigade, mais il se trouve isolé en avant et son absence au quartier général accroît la confusion. En particulier, alors que Dundonald, enlisé à droite, réclame le soutien de la 6e brigade, Barton refuse de bouger tant qu’il n’en a pas reçu l’ordre direct de Buller. Ce dernier est blessé au même moment mais essaie de continuer à diriger le mouvement de la 4e brigade. Celle-ci parvient à occuper Colenso, mais ne parvient pas à aller plus loin et se retrouve elle aussi immobilisé.

### Retraite
Vers 7 h, seulement une heure après le début de la bataille, les Britanniques sont en position précaire et Buller ordonne la retraite générale afin d’éviter que la défaite ne tourne au désastre. L’ordre est toutefois difficile à exécuter. À gauche, la 4e brigade tente de se porter au secours de la 5e, mais les hommes de Lyttleton sont sujets à un tir intense longtemps avant d’atteindre la rive et ne peuvent que tenter un tir de couverture peu efficace du fait de la distance. La 5e brigade est en outre fragmentée en petites poches isolées, dont beaucoup ne reçoivent pas l’ordre de repli. La retraite se fait donc en ordre dispersé et ne s’achève qu’après 10 h. Certains hommes restent toutefois en arrière et se trouvent face aux Boers lorsque ceux-ci traversent la rivière dans l’après-midi. Ceux-ci les laissent toutefois partir sans leur tirer dessus après qu’ils aient refusé de se rendre.
Au centre, les 14e et 66e batteries tentent de se replier mais ne parviennent à évacuer que deux de leurs canons lors de la première tentative. Les essais suivants sont des échecs qui se soldent par de lourdes pertes et les artilleurs doivent se résoudre à abandonner les dix autres pièces sans avoir pu les mettre hors-service. La retraite s’est également faite en désordre dans le village et certains hommes y sont toujours retranchés en fin de journée lorsque les Boers traversent la rivière. Ici toutefois ces derniers se montrent intransigeants et capturent ou tuent la plupart des survivants.

## Conséquences

### Conséquences militaires
Les pertes britanniques sont de cent quarante-cinq morts, dont sept officiers, sept cent soixante-deux blessés, dont quarante-trois officiers et deux cent vingt disparus, dont vingt-et-un officiers. La 5e brigade est la plus durement touchée et concentre près de la moitié du total des pertes. En outre, les Britanniques ont perdu dix canons, capturés intacts par les Sud-africains lorsque ceux-ci traversent la rivière en fin de journée. En regard les pertes des Boers sont d’ailleurs négligeables, estimées à une quarantaine de morts et de blessés.
Néanmoins la défaite britannique n’est pas un désastre. Premièrement, Buller, s’il a mal préparé l’engagement, a eu l’esprit de se retirer avant que la situation ne deviennent inextricable. Deuxièmement, la plupart des blessés ne sont pas gravement touchés et peuvent reprendre du service dans les semaines suivantes ; en outre les pertes sont relativement peu élevées comparativement aux dix huit mille hommes de l’armée britannique en Afrique du Sud. Troisièmement, en se déployant trop rapidement et en suscitant la riposte des Sud-africains, Long a en réalité fait échouer l’embuscade montée par Botha : si la 2e brigade avait traversé le pont avant que les Boers ne se dévoilent, elle aurait probablement été en grande partie détruite.

### Conséquences politiques
Si les conséquences militaires immédiates de la défaite britannique ne sont guère importante, il n’en est pas de même sur le plan politique. Après Stormberg le 10 décembre, Magersfontein le 11, Colenso est la troisième défaite consécutive des Britanniques en moins d’une semaine. Celle-ci est baptisée « semaine noire » et un important impact négatif dans l’opinion publique de tout l’Empire. Buller est largement discrédité et le gouvernement envoie pour le chapeauter Frederick Roberts. Non seulement les deux hommes s’appréciaient déjà peu, mais le fils de Roberts a été tué à Colenso et Buller anticipe des relations difficiles. Pour cette raison, il décide de tenter avant l’arrivée de celui-ci un second assaut sur la Thuleka, cette fois à Spioenkop.

### Ordre de bataille
| 2nd (English) Brigade (en)  | 2nd Royal West Surrey                  |
| 2nd (English) Brigade (en)  | 2nd West Yorkshire                     |
| 2nd (English) Brigade (en)  | 2nd East Surrey (en)                   |
| 2nd (English) Brigade (en)  | 2nd Devonshire                         |
| 4th (Light) Brigade (en)    | 2nd Scottish Rifles                    |
| 4th (Light) Brigade (en)    | 1st Durham Light Infantry              |
| 4th (Light) Brigade (en)    | 1st Rifle Brigade                      |
| 4th (Light) Brigade (en)    | 3rd King’s Royal Rifle Corps           |
| 4th (Light) Brigade (en)    | 14th Field Battery                     |
| 4th (Light) Brigade (en)    | 66th Field Batterie                    |
| 6th (Fusilier) Brigade (en) | 1st Royal Welsh Fusiliers              |
| 6th (Fusilier) Brigade (en) | 2nd Royal Irish Fusiliers              |
| 6th (Fusilier) Brigade (en) | 2nd Royal Scots Fusiliers              |
| 6th (Fusilier) Brigade (en) | 2nd Royal Fusiliers                    |
| 5th (Irish) Brigade         | 1st Connaught Rangers (en)             |
| 5th (Irish) Brigade         | 2nd Royal Dublin Fusiliers             |
| 5th (Irish) Brigade         | 1st Royal Inniskillin Fusiliers (en)   |
| 5th (Irish) Brigade         | 1st Scottish Borderers                 |
| 5th (Irish) Brigade         | 63rd Field Batterie                    |
| 5th (Irish) Brigade         | 64th Field Batterie                    |
| Brigade montée              | 1st Royal Dragoons (en)                |
| Brigade montée              | 13th Hussars                           |
| Brigade montée              | Régiment composite d’infanterie montée |
| Brigade montée              | Infanterie montée de Bethune           |
| Brigade montée              | Infanterie montée de Thorneycroft      |
| Brigade montée              | South African Light Horse (en)         |
| Brigade montée              | 7th Field batterie                     |